# Fred Onyancha
Fred Onyancha (ur. 25 grudnia 1969 w Nyamirze) – kenijski lekkoatleta, specjalizujący się w biegu na 800 m.
Jego największym osiągnięciem jest brązowy medal igrzysk olimpijskich (Atlanta 1996). Na tym samym dystansie triumfował podczas mistrzostw Afryki (Jaunde 1996)

## Rekordy życiowe
- bieg na 800 m – 1:42.79 (1996)